# 7
Il 7 (VII in numeri romani) è un anno  del I secolo.

## Eventi
- Suddivisione amministrativa augustea dell'Italia, fra cui viene a crearsi la X Regio (Venetia et Histria) che comprende tutta l'Italia nord-orientale fino al Golfo del Quarnero (capitale della regione è Aquileia, in quel periodo quarto centro più popoloso nella penisola italiana).
- Publio Quintilio Varo diventa il vicario della Germania.
- Continua la grande rivolta degli illiri contro il dominio romano in Dalmazia e Pannonia.
- Viene costituita la Regio X Venetia et Histria, comprendente l'intera Italia nord-orientale fino al Golfo del Quarnero con capitale Aquileia. La città è all'epoca il quarto centro più popoloso d'Italia.
- Publio Quintilio Varo viene nominato governatore della Germania. Il suo legato Tiberio Quintilio Varo viene incaricato di organizzare la Germania nella regione compresa fra i fiumi Reno e Elba, dove ordina il censimento, crea un sistema tributario e recluta nuovi soldati (creando malumori nelle tribù germaniche).
- Abgar V di Edessa viene deposto dal trono del regno di Osroene.
- Presso il Foro di Roma cominciano i lavori di costruzione del Tempio della Concordia.
- Il governatore dell'intendenza di Dong (l'odierna città di Puyang, nell'Henan cinese) proclama imperatore Liu Zin, marchese di Yang Xiang (la moderna Tai'an, nello Shandong). È la più grande rivolta contro l'imperatore Ruzi. La rivolta viene sottomessa da Wang Mang durante la stagione naturale: in questo modo Wang Mang acquisisce credito nei confronti dell'imperatore.

## Nati
- Druso Cesare, nobile romano († 33)

## Morti
- Atenodoro Cananita, storico romano (n. 74 a.C.)
- Glafira, principessa (n. 35 a.C.)
- Hillel, rabbino ebreo antico

## Calendario
| Calendario 7 | Calendario 7 | Calendario 7 | Calendario 7 | Calendario 7 | Calendario 7 | Calendario 7 | Calendario 7 | Calendario 7 | Calendario 7 | Calendario 7 | Calendario 7 | Calendario 7 | Calendario 7 | Calendario 7 | Calendario 7 | Calendario 7 | Calendario 7 | Calendario 7 | Calendario 7 | Calendario 7 | Calendario 7 | Calendario 7 | Calendario 7 | Calendario 7 | Calendario 7 | Calendario 7 | Calendario 7 | Calendario 7 | Calendario 7 | Calendario 7 | Calendario 7 | Calendario 7 |
| ------------ | ------------ | ------------ | ------------ | ------------ | ------------ | ------------ | ------------ | ------------ | ------------ | ------------ | ------------ | ------------ | ------------ | ------------ | ------------ | ------------ | ------------ | ------------ | ------------ | ------------ | ------------ | ------------ | ------------ | ------------ | ------------ | ------------ | ------------ | ------------ | ------------ | ------------ | ------------ | ------------ |
|              | 1            | 2            | 3            | 4            | 5            | 6            | 7            | 8            | 9            | 10           | 11           | 12           | 13           | 14           | 15           | 16           | 17           | 18           | 19           | 20           | 21           | 22           | 23           | 24           | 25           | 26           | 27           | 28           | 29           | 30           | 31           |              |
| Gennaio      | Sa           | Do           | Lu           | Ma           | Me           | Gi           | Ve           | Sa           | Do           | Lu           | Ma           | Me           | Gi           | Ve           | Sa           | Do           | Lu           | Ma           | Me           | Gi           | Ve           | Sa           | Do           | Lu           | Ma           | Me           | Gi           | Ve           | Sa           | Do           | Lu           |              |
| Febbraio     | Ma           | Me           | Gi           | Ve           | Sa           | Do           | Lu           | Ma           | Me           | Gi           | Ve           | Sa           | Do           | Lu           | Ma           | Me           | Gi           | Ve           | Sa           | Do           | Lu           | Ma           | Me           | Gi           | Ve           | Sa           | Do           | Lu           |              |              |              |              |
| Marzo        | Ma           | Me           | Gi           | Ve           | Sa           | Do           | Lu           | Ma           | Me           | Gi           | Ve           | Sa           | Do           | Lu           | Ma           | Me           | Gi           | Ve           | Sa           | Do           | Lu           | Ma           | Me           | Gi           | Ve           | Sa           | Do           | Lu           | Ma           | Me           | Gi           |              |
| Aprile       | Ve           | Sa           | Do           | Lu           | Ma           | Me           | Gi           | Ve           | Sa           | Do           | Lu           | Ma           | Me           | Gi           | Ve           | Sa           | Do           | Lu           | Ma           | Me           | Gi           | Ve           | Sa           | Do           | Lu           | Ma           | Me           | Gi           | Ve           | Sa           |              |              |
| Maggio       | Do           | Lu           | Ma           | Me           | Gi           | Ve           | Sa           | Do           | Lu           | Ma           | Me           | Gi           | Ve           | Sa           | Do           | Lu           | Ma           | Me           | Gi           | Ve           | Sa           | Do           | Lu           | Ma           | Me           | Gi           | Ve           | Sa           | Do           | Lu           | Ma           |              |
| Giugno       | Me           | Gi           | Ve           | Sa           | Do           | Lu           | Ma           | Me           | Gi           | Ve           | Sa           | Do           | Lu           | Ma           | Me           | Gi           | Ve           | Sa           | Do           | Lu           | Ma           | Me           | Gi           | Ve           | Sa           | Do           | Lu           | Ma           | Me           | Gi           |              |              |
| Luglio       | Ve           | Sa           | Do           | Lu           | Ma           | Me           | Gi           | Ve           | Sa           | Do           | Lu           | Ma           | Me           | Gi           | Ve           | Sa           | Do           | Lu           | Ma           | Me           | Gi           | Ve           | Sa           | Do           | Lu           | Ma           | Me           | Gi           | Ve           | Sa           | Do           |              |
| Agosto       | Lu           | Ma           | Me           | Gi           | Ve           | Sa           | Do           | Lu           | Ma           | Me           | Gi           | Ve           | Sa           | Do           | Lu           | Ma           | Me           | Gi           | Ve           | Sa           | Do           | Lu           | Ma           | Me           | Gi           | Ve           | Sa           | Do           | Lu           | Ma           | Me           |              |
| Settembre    | Gi           | Ve           | Sa           | Do           | Lu           | Ma           | Me           | Gi           | Ve           | Sa           | Do           | Lu           | Ma           | Me           | Gi           | Ve           | Sa           | Do           | Lu           | Ma           | Me           | Gi           | Ve           | Sa           | Do           | Lu           | Ma           | Me           | Gi           | Ve           |              |              |
| Ottobre      | Sa           | Do           | Lu           | Ma           | Me           | Gi           | Ve           | Sa           | Do           | Lu           | Ma           | Me           | Gi           | Ve           | Sa           | Do           | Lu           | Ma           | Me           | Gi           | Ve           | Sa           | Do           | Lu           | Ma           | Me           | Gi           | Ve           | Sa           | Do           | Lu           |              |
| Novembre     | Ma           | Me           | Gi           | Ve           | Sa           | Do           | Lu           | Ma           | Me           | Gi           | Ve           | Sa           | Do           | Lu           | Ma           | Me           | Gi           | Ve           | Sa           | Do           | Lu           | Ma           | Me           | Gi           | Ve           | Sa           | Do           | Lu           | Ma           | Me           |              |              |
| Dicembre     | Gi           | Ve           | Sa           | Do           | Lu           | Ma           | Me           | Gi           | Ve           | Sa           | Do           | Lu           | Ma           | Me           | Gi           | Ve           | Sa           | Do           | Lu           | Ma           | Me           | Gi           | Ve           | Sa           | Do           | Lu           | Ma           | Me           | Gi           | Ve           | Sa           |              |